# Звезда (телеканал)
«Зірка» (з рос. Звезда) — всеросійський телеканал патріотично-пропагандистського спрямування, який належить до медіагрупи «Звезда» (ВАТ «Телерадіокомпанія Збройних сил РФ»), що об'єднує радіо «Звезда», телеканал та інтернет-сайти. 100 % акцій медіагрупи належить державі.

## Про канал

### Ранні роки
- 1998 — Центральна телевізійна і радіомовна студія Міноборони Росії виграє канал на конкурсі.
- 17 липня 2000 — отримання ліцензії ефірного мовлення. Початок мовлення — 20 лютого 2005 у Москві. З 16 травня 2005 — цілодобовий ефір.
- вересень 2001 — канал не приступив до ефірного мовлення, отримано попередження від Федерального агентства з друку і масових комунікацій на двотижневий виправний термін.
- 2004 — через три роки після відмови від початку ефірного мовлення виграв конкурс на 57 ТВК у Москві.
- З 16 травня 2005 року цілодобовий ефір телеканалу «Звезда» наповнює художній кінопоказ, документальне кіно, програми і передачі про ВС Росії, ток-шоу, науково-популярні, публіцистичні та дитячі програми.
- з 2006 транслюється в регіонах Росії. З 2007 включений до пакету супутникового мовлення НТВ+. 2009 року отримує статус федерального.

## Наповнення

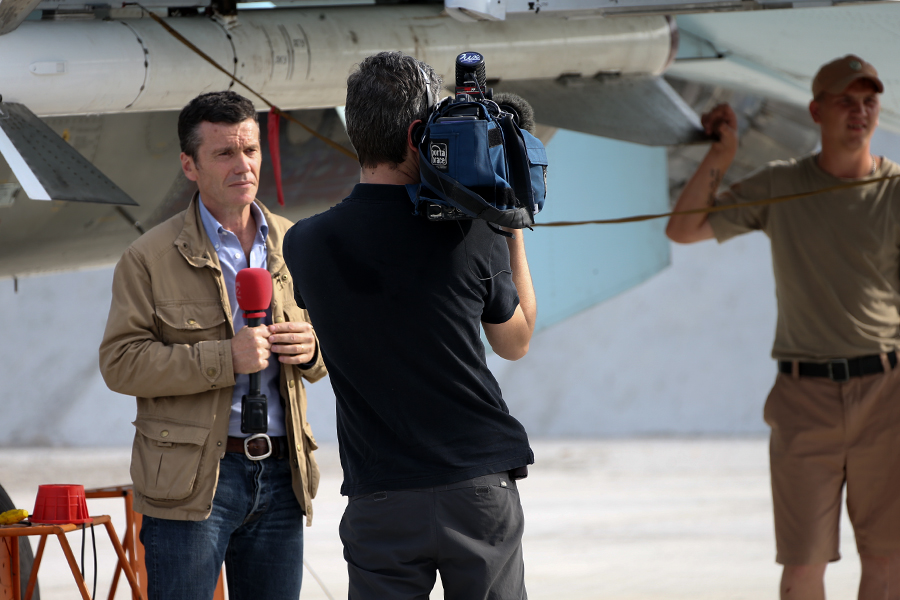
Юрій Подкопаєв на авіабазі «Хмеймім» окупаційних військ ВКС РФ в Сирії, 22 жовтня 2015 року

Основа наповнення телеканалу — інформаційні та аналітичні передачі про історію, культуру, науку та спорт. Висвітлюються проблеми російської армії, політичне й культурне життя Росії.
Неодноразово канал записував матеріал в місцях дислокації військ РФ, що знаходяться в Сирії і воюють на боці місцевого режиму в громадянській війні.
Незважаючи на те, що канал позиціонується як «патріотичний», це один з найбільш антизахідних новинних каналів Росії. Він має сумнівну репутацію через публікацію упереджених частково або повністю вигаданих новин, що сприяють політиці російського уряду. Серед публікацій каналу є такі:
- Дев'ять черниць у монастирі в Мілані було згвалтовано біженцями
- Нацистські зомбі воюють в українській армії на Донбасі
- Європи хоче замінити населення України біженцями
- Безвізовий режим з ЄС перетворить Україну на гей-колонію Заходу
- Україна надає зброю та хімічну зброю терористам Близького Сходу
- Фінські військові провокації розпочали Зимову війну (1939—1940)
- Чехословаччина повинна бути вдячна за 1968 рік.[4]
- Ультраправі мітинги в Празі, які місцеві ЗМІ оцінили від декількох сотень до максимум 2000 учасників, були названі «Звєздою» антиєвропейською демонстрацією з 25 тис. чоловік
- Під час передвиборчих дебатів 2008 року на «Звєзді» Жириновський образив керівника кампанії Андрія Богданова, й спробував його охоронцям наказати «розбити йому обличчя й розстріляти».[5]

## Критика й скандали

### Яценюк і Тимошенко
22 жовтня 2015 — канал на сайті опублікував повідомлення, що «український прем'єр-міністр Арсеній Яценюк звинуватив лідера партії Батьківщина Юлію Тимошенко в сексуальних домаганнях». Канал посилався на «інтерв'ю», яке нібито брала у Яценюка журналістка російської редакції Radio France Internationale Олена Серветтаз. RFI зазначила, що Олена ніколи не брала інтерв'ю у Яценюка й попередила всіх, хто міг випадково прочитати «новину», що обидва «факти» є вигадкою авторів. Спочатку канал не давав посилань на джерела інформації, а після офіційного спростування з'явилось посилання на сайт «Жива Кубань» (який в свою чергу посилався на радіостанцію Radio France, що жодним чином не пов'язана з RFI).

### Мілош Земан
Листопад 2017 — перед візитом до Москви проросійського президента Чехії Мілоша Земана на сайті каналу оприлюднили публікацію Леоніда Масловського «Чехословаччина, 1968 рік: історія Празької весни».
Основні тези статті:
- Політика десталінізації Микити Хрущова і визнання сталінських репресій дало ворогам СРСР засіб впливу, щоб вони «могли розтрощити неприступну фортецю СРСР».
- До 1968 року «Захід готував чехословацьке суспільство до відмови від соціалізму й дружби з СРСР».
- «Антирадянські сили» розпалювали національну ворожнечу між чехами і словаками.
- Після смерті Клемента Готвальда, комуніста, який керував Чехословаччиною до 1953 року, наступні президенти «по суті, руйнували країну». Народному господарству завдано збитків, а рівень життя народу знизився.
- Під час Празької весни в Чехословаччині «почалася прихована підготовка зміни державного ладу».
- 1968 року члени НАТО проводили зустрічі, де розглядалася можливість виведення ЧССР з соціалістичного табору — "рада НАТО розробив програму «Зефір».
- Вихід Чехословаччини з соціалістичного табору давав прямий доступ «до кордону СРСР» потенційному супротивникові.
- Захід підготував смертника Яна Палаха, якого «підпалили, облитого бензином, в центрі Праги, виставивши це як акт самоспалення на знак протесту проти введення військ країн Варшавського договору».
- Під час Другої світової війни «російської крові з вини Чехословаччини пролито не менше, ніж з вини Угорщини та Румунії».[9]

Статтю згодом видалили, але Земан приніс на зустріч з прем'єром Дмитром Медведєвим її роздруковану копію. Медведєв відповів, що держава не втручається в роботу ЗМІ (хоча канал на 100 % належить державі).

### Сергій Доренко
9 травня 2019 року в Москві загинув російський журналіст Сергій Доренко, що підтримував тимчасову анексію Криму Росією. 12 травня на сайті каналу «Звєзда» вийшло інтерв'ю з Оленою Образцовою. Незважаючи на те, що Образцова померла 12 січня 2015 року, в інтерв'ю 2019-го вона «розказувала» про роботу Сергія Доренка.
Після того, як обман викрився, в статті замінили інтерв'ю Образцової на «коментар її доньки», а згодом матеріал з сайту видалили.

## Супутникове мовлення
1. Експрес АМ3 140° сх.д.
2. Ямал 201 90° сх.д.
3. Intelsat 15 85,2° сх.д.
4. Intelsat 904 60° сх.д.
5. Бонум 1 56° сх.д.
6. Ямал 202 49° сх.д.
7. ABS-1 75° сх.д. (з жовтня 2012)
8. Eutelsat W4 36° сх.д.